# Speonomus ere
Speonomus ere es una especie de escarabajo del género Speonomus, familia Leiodidae. Fue descrita por Escolà y Javier Fresneda en 2001. Se encuentra en España.